# Kolonie Stanisławów
Kolonie Stanisławów (prononciation : [kɔˈlɔɲjɛ staniˈswavuf]) est un village polonais de la gmina de Stanisławów dans le powiat de Mińsk de la voïvodie de Mazovie dans le centre-est de la Pologne.
Le village compte approximativement une population de 275 habitants en 2006.

## Histoire
De 1975 à 1998, le village appartenait administrativement à la voïvodie de Siedlce.